# Pteralopex pulchra
Pteralopex pulchra es una especie de murciélago de la familia Pteropodidae.

## Distribución geográfica
Es  endémica de las Islas Salomón (Guadalcanal). 

## Estado de conservación
Está clasificada como una especie en peligro crítico.